# Piper velutinovarium
Piper velutinovarium är en pepparväxtart som beskrevs av C. Dc.. Piper velutinovarium ingår i släktet Piper och familjen pepparväxter. Inga underarter finns listade i Catalogue of Life.